# Верхненекаханский тотонакский язык
Верхненекаханский тотонакский язык (Upper Necaxa Totonac) — тотонакский язык, на котором говорят в городах Какауатлан, Патла, Сан-Педро-Тлалонтонго, Чиконтла долины реки Некаха на северо-востоке штата Пуэбла в Мексике.